# Les Hauts-Talican
Les Hauts-Talican ist eine französische Gemeinde mit 547 Einwohnern (Stand: 1. Januar 2022) im Département Oise in der Region Hauts-de-France. Sie gehört zum Arrondissement Beauvais und ist Mitglied im Gemeindeverband Communauté de communes des Sablons.
Sie entstand als Commune nouvelle mit Wirkung vom 1. Januar 2019 durch die Zusammenlegung der bisherigen Gemeinden Beaumont-les-Nonains, La Neuville-Garnier und Villotran, die in der neuen Gemeinde den Status einer Commune déléguée haben. Der Verwaltungssitz befand sich bis zum 31. Dezember 2023 im Ort Beaumont-les-Nonains.
Gemäß dem Erlass der Präfektin vom 26. Juli 2023 wurde die Commune déléguée Beaumont-les-Nonains mit Wirkung vom 1. Januar 2024 aus der Commune nouvelle herausgelöst und ist seitdem wieder eine selbstständige Gemeinde. Der Verwaltungssitz von Les Hauts-Talican wurde nach Villotran verlegt. Der Code INSEE änderte sich entsprechend von 60054 nach 60694.

## Gemeindegliederung
| Ortsteil                    | ehemaliger INSEE-Code | Fläche (km²) | Einwohnerzahl zum 1. Januar 2022 |
| --------------------------- | --------------------- | ------------ | -------------------------------- |
| Villotran (Verwaltungssitz) | 60694                 | 5,18         | 291                              |
| La Neuville-Garnier         | 60455                 | 7,85         | 256                              |

## Geografie
Les Hauts-Talican liegt auf einem Hochplateau etwa elf Kilometer südsüdwestlich von Beauvais im Beauvaisis, einer historischen Landschaft Frankreichs der Picardie.
Umgeben wird Les Hauts-Talican von den fünf Nachbargemeinden:
| Auneuil              | Berneuil-en-Bray |              |
|                      | Kompass          | Auteuil      |
| Beaumont-les-Nonains |                  | Valdampierre |

## Sehenswürdigkeiten
Siehe auch: Liste der Monuments historiques in Les Hauts-Talican
- Die Kirche Saint-Éloi in La Neuville-Garnier stammt aus dem Jahr 1147 und weist romanische Reste auf.
- Das Schloss Villotran aus dem 18. Jahrhundert mit seinem Garten in Villotran datiert aus dem 18. Jahrhundert
- Die Kirche Notre-Dame-de-Lorette in Villotran aus dem 16. Jahrhundert wurde zwischen 1530 und 1539 aus Back- und Feuerstein erbaut. Die Glasfenster aus dem 15. Jahrhundert werden Le Prince dem Glasmachermeister von Beauvais, zugeschrieben.

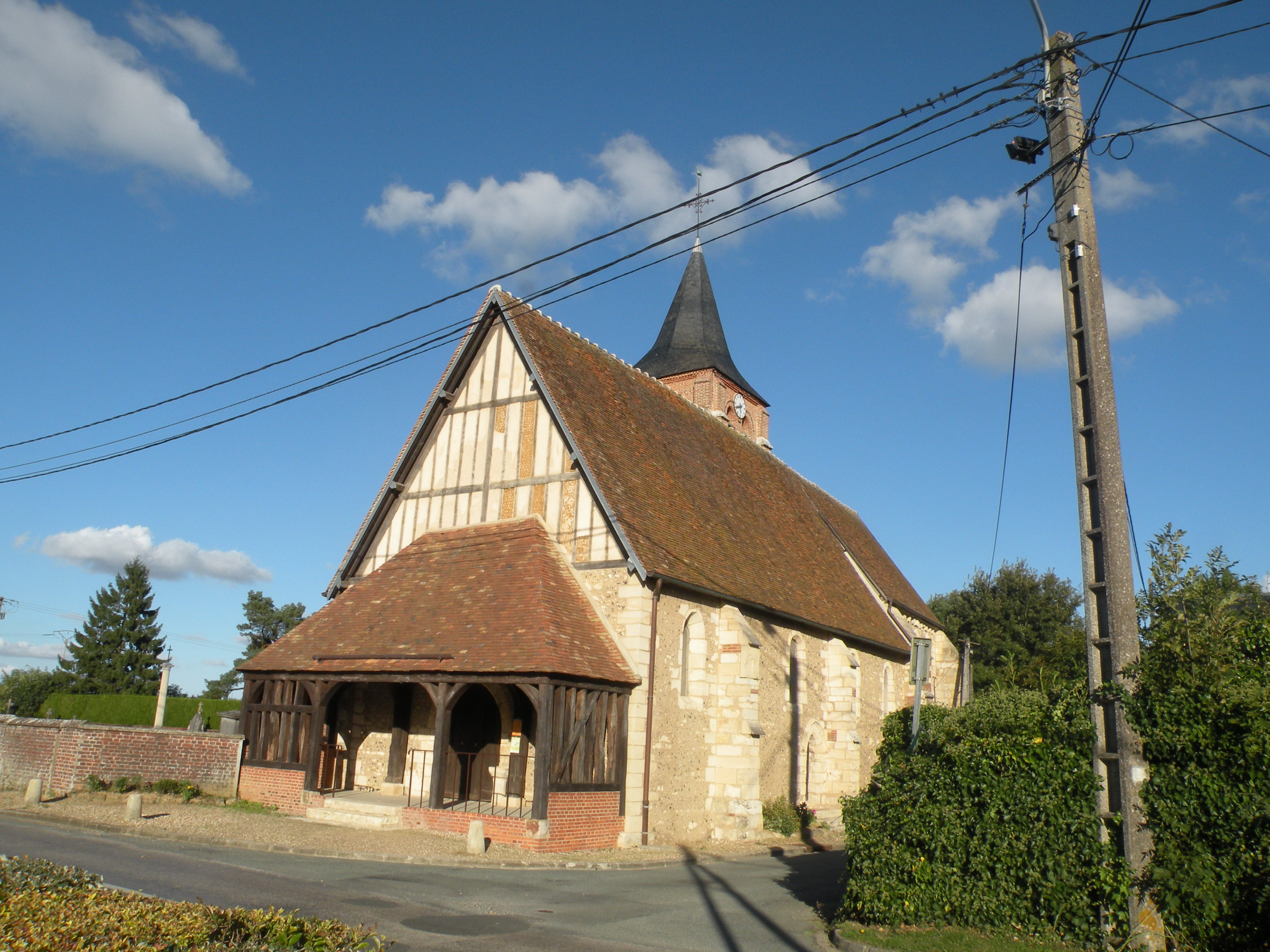
Kirche Saint-Éloi
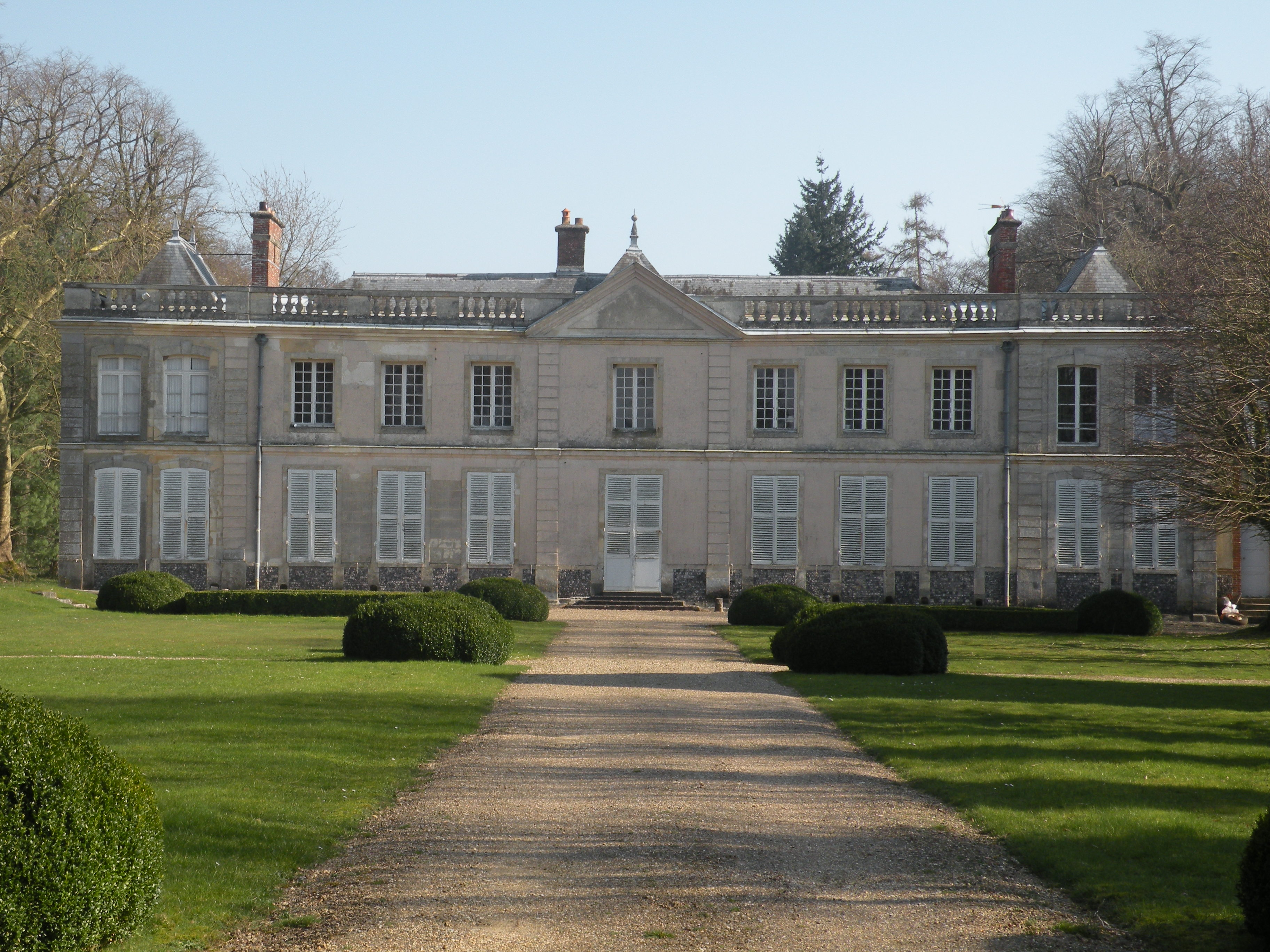
Schloss Vollotran
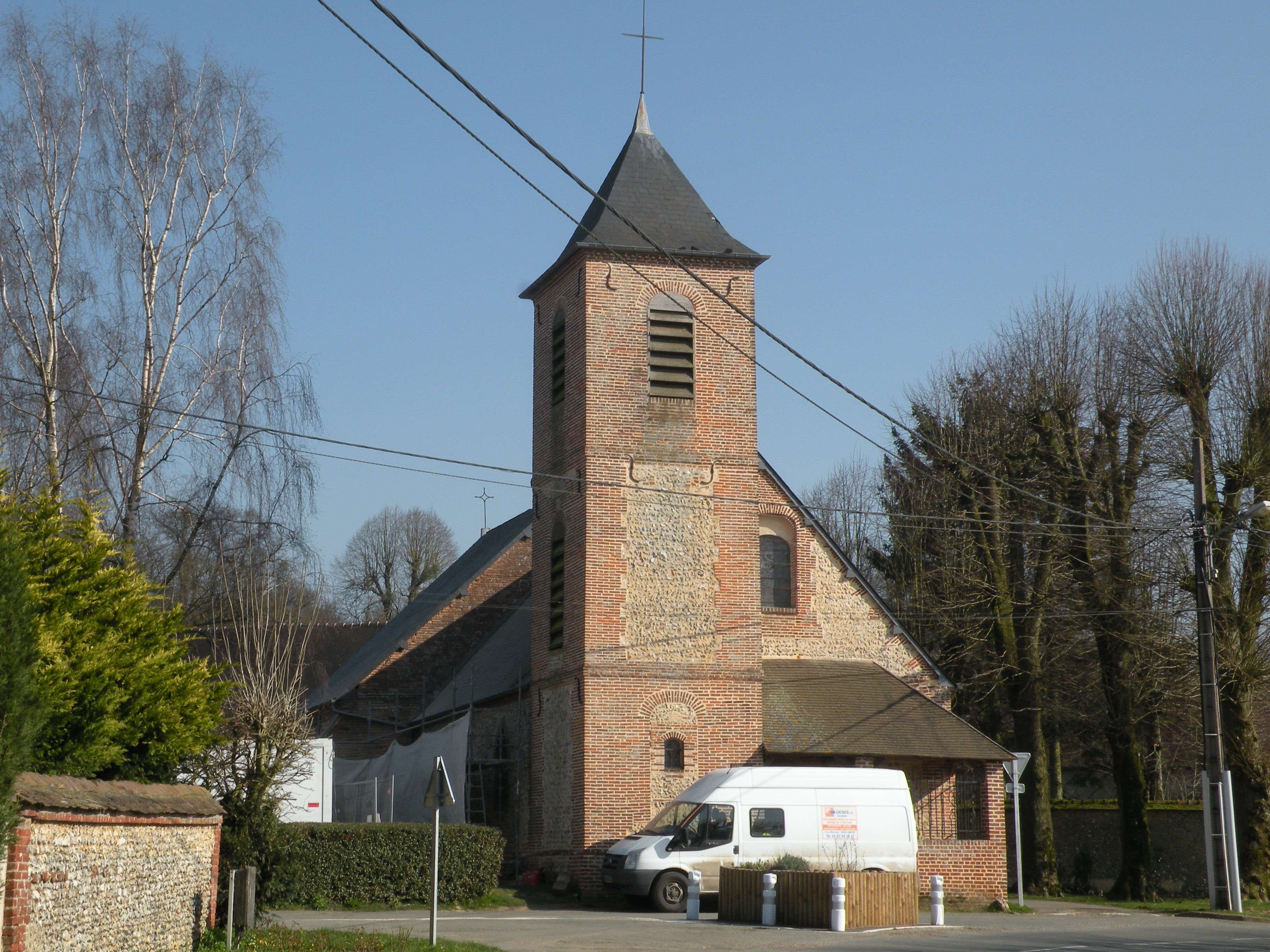
Kirche Notre-Dame-de-Lorette

## Verkehr
Les Hauts-Talican liegt fernab von größeren Verkehrsachsen. Die wichtigste Verbindung ist die Departementsstraße 114, die die beiden Communes déléguées miteinander verbindet und im Westen nach Auneuil führt und östlich in Richtung Auteuil geführt wird. 